# 萨莱特 (德龙省)
萨莱特（法語：Salettes，法語發音：[salɛt]）是法国德龙省的一个市镇，属于尼永斯区。

## 地理
萨莱特（44°34'0"N, 4°58'0"E）面积6.98 平方千米，位于法国奥弗涅-罗讷-阿尔卑斯大区德龙省，该省份为法国东南部内陆省份，北起顺时针与伊泽尔省、上阿尔卑斯省、上普罗旺斯阿尔卑斯省、沃克吕兹省和阿尔代什省接壤。
与萨莱特接壤的市镇（或旧市镇、城区）包括：拉贝居德德马藏克、沙罗尔、埃扎于、蓬德巴雷、苏斯皮耶尔。

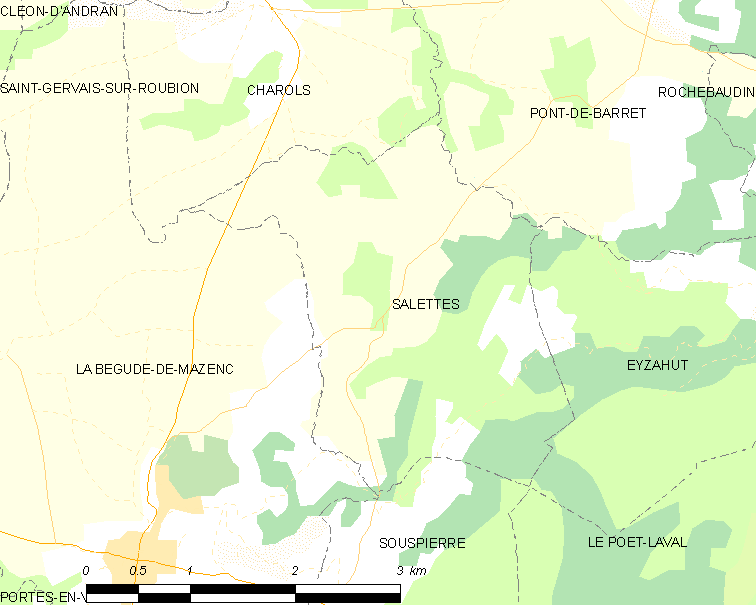
的OSM定位图

萨莱特的时区为UTC+01:00、UTC+02:00（夏令时）。

## 行政
萨莱特的邮政编码为26160，INSEE市镇编码为26334。

## 政治
萨莱特所属的省级选区为迪约勒菲县。

## 人口

1962-2008年间人口变化图示

萨莱特于2022年1月1日时的人口数量为143人。